# Nieheim
Nieheim è una città di 6 068 abitanti della Renania Settentrionale-Vestfalia, in Germania.
Appartiene al distretto governativo (Regierungsbezirk) di Detmold ed al circondario (Kreis) di Höxter (targa HX).
Qua nacque il missionario Hugo Makibi Enomiya-Lassalle.